# Runcinia carae
Runcinia carae es una especie de araña cangrejo del género Runcinia, familia Thomisidae. Fue descrita científicamente por Dippenaar-Schoeman en 1983.

## Distribución
Esta especie se encuentra en África: Botsuana y Kenia.

## Tratamiento taxonómico
La especie aparece registrada y publicada en The spider genera Misumena, Misumenops, Runcinia and Thomisus (Araneae: Thomisidae) of southern Africa. Entomology Memoir, Department of Agriculture Republic of South Africa 55: 1–66.